# أفعواني العيون
أفعواني العيون (الاسم العلمي:†Ophiacodon) هو جنس منقرض من الزواحف يتبع فصيلة أفعوانيات العيون من أصنوفة البليكوصوريات الحقيقية.